# Marine Delterme

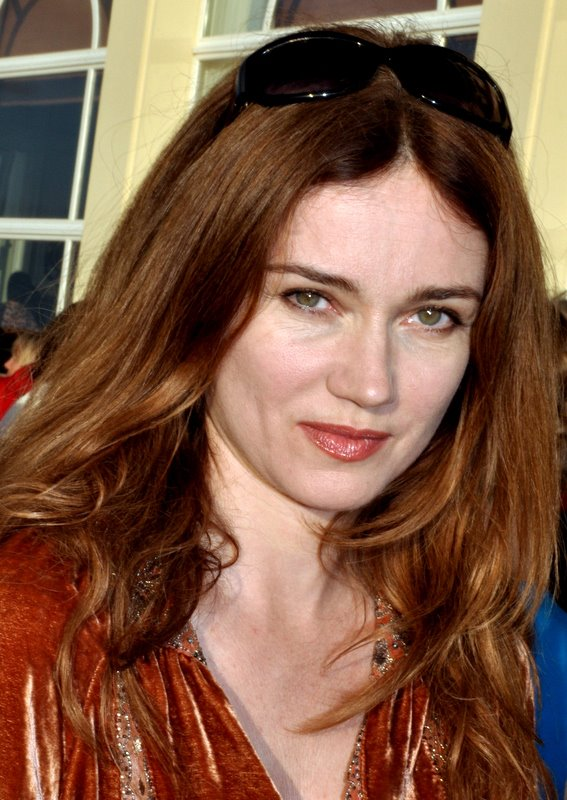
Marine Delterme (2012)

Marine Delterme (* 12. März 1970 in Toulouse) ist eine französische Schauspielerin.

## Leben
Marine Delterme wuchs in einer Dienstwohnung des traditionsreichen Pariser Gymnasiums (Lycée) Lycée Chaptal im großbürgerlichen 8. Arrondissement auf. Ihre Mutter war Verwaltungsleiterin der Schule. Ihr Vater, ein Ingenieur, arbeitete im Ruhestand als Kunstrestaurator.
Im Alter von 18 Jahren arbeitete Marine Delterme bereits mit Modefotografen wie Peter Lindbergh, Paolo Roversi, Dominique Issermann und Richard Avedon zusammen. Eine Zeit lang lebte sie mit ihrer besten Freundin Carla Bruni in New York City, bevor sie nach Frankreich zurückkehrte.
1992 feierte Delterme mit gleich mehreren Filmen ihr Kinodebüt, darunter dem von Cyril Collard inszenierten Drama Wilde Nächte an der Seite von Romane Bohringer und Maria Schneider. Seit 2002 ist sie Hauptdarstellerin der in Frankreich populären Krimiserie Le juge est une femme über eine Richterin.
Bei der Eheschließung zwischen Carla Bruni und Nicolas Sarkozy war Delterme eine von zwei Trauzeuginnen Brunis. Gemeinsam mit dem Schauspieler Jean-Philippe Écoffey hat sie seit 1998 einen Sohn. Seit 2008 hat sie gemeinsam mit dem Schriftsteller Florian Zeller, mit dem sie bis heute zusammenlebt, einen zweiten Sohn.

## Filmografie (Auswahl)
- 1992: Mit Schwert und Leidenschaft (De terre et de sang)
- 1992: November (Novembre)
- 1992: Wilde Nächte (Les nuits fauves)
- 1993: Fanfan & Alexandre (Fanfan)
- 1996: … und jeder sucht sein Kätzchen (Chacun cherche son chat)
- 1997: Singles unterwegs (Les randonneurs)
- 1998: Michael Kael – Live aus Katango (Michael Kael contre la World News Company)
- 1999: Die wiedergefundene Zeit (Le temps retrouvé)
- 2000: Vatel
- 2002–2022: Die Richterin (Le juge est une femme, Fernsehserie, 120 Episoden)
- 2008: Ein Schloss in Schweden (Château en Suède)
- 2009: Der kleine Haustyrann (Trésor)
- 2012: Paris-Manhattan
- 2012: Berthe Morisot (Fernsehfilm)
- 2016: Le mec de la tombe d'à côté (Fernsehfilm)
- 2024: The Sympathizer (Miniserie)